# 扎博克里奇
48°23′7″N 29°0′24″E / 48.38528°N 29.00667°E
扎博克里奇（烏克蘭語：Жабокрич）是位於烏克蘭西南部文尼察州裏圖利欽區的村莊，始建於1654年，面積4.76平方公里，海拔高度196米，2024年人口1,440，人口密度每平方公里437.49人。